# 龙州半蒴苣苔
龙州半蒴苣苔（学名：Hemiboea longzhouensis）为苦苣苔科半蒴苣苔属下的一个种。其种加词“longzhouensis”意为“广西龙州县的”。